# Bad Boy (film, 1925)
Pour les articles homonymes, voir Bad Boy.
Bad Boy est un film muet américain réalisé par Leo McCarey et sorti en 1925.

## Synopsis
Jimmy Jump veut plaire à ses deux parents, mais ils ne sont pas toujours d'accord. Son père veut qu'il agisse de façon plus viril, bien que Jimmy tire sa sensibilité du côté de sa mère. En outre, il veut épouser sa petite amie et accepte donc un emploi dans la fonderie de fer de son père, mais n'y excelle pas. Jimmy se rend alors dans une salle de danse pour impressionner sa petite, où il parodiera Isadora Duncan.

## Fiche technique
- Réalisation : Leo McCarey
- Scénario : H.M. Walker
- Chef-opérateur : Len Powers
- Montage : Richard C. Currier
- Production : Hal Roach, F. Richard Jones
- Durée : 19 minutes
- Date de sortie : 
  - États-Unis :12 avril 1925

## Distribution
- Charley Chase : Jimmie
- Martha Sleeper : la petite amie de Jimmie
- Evelyn Burns : la mère de Jimmie
- Hardee Kirkland : le père de Jimmie
- Noah Young
- Eddie Borden

Reste de la distribution non créditée :
- Dave Anderson
- Olive Borden
- Charles Force
- Jack Gavin
- Dick Gilbert
- Charlie Hall
- Sam Lufkin : un ouvrier
- Robert Page
- Leo Willis
- 'Tonnage' Martin Wolfkeil